# Trần Ngọc Danh
Trần Ngọc Danh (1908 – 1952) là một nhà chính trị và ngoại giao Việt Nam. Ông là đại biểu Quốc hội khóa đầu tiên của Việt Nam.

## Xuất thân
Trần Ngọc Danh (tên húy là Khôi) sinh năm 1908 tại Đức Phổ, Quảng Ngãi, là con út trong một gia đình có 8 anh chị em, con của quan huyện Trần Văn Phổ và bà Hoàng Thị Cát. Ông là em trai của Tổng bí thư Đảng Cộng sản Đông Dương Trần Phú.
Ông mồ côi từ nhỏ. Cùng với Trần Phú, ông được người bác họ mẹ đưa về cho gia đình anh họ của ông nuôi dưỡng và cho ăn học.

## Sự nghiệp và hoạt động
Sau khi học hết tiểu học và trung học, ông tham gia đảng Tân Việt.
Năm 1928, do bị thực dân Pháp khủng bố gắt gao, Trần Ngọc Danh cùng các đồng chí như Hà Huy Tập, Trần Phạm Hồ, Nguyễn Khoa Hiền... tìm đường lánh sang Trung Quốc rồi sang Liên Xô tiếp tục hoạt động.
Năm 1929, ông sang Moskva học tại trường Đại học Phương Đông và có gặp anh trai là Trần Phú lúc đó sắp rời đi. Tại đây ông trở thành Đoàn viên Thanh niên Cộng Sản Komsomol, ông có các bí danh là “Blokov” và “Moris”. Chưa hoàn thành chương trình thì tháng 1 năm 1931 ông rời đi Trung Quốc hoạt động và tham gia Đảng Cộng sản Đông Dương.
Theo Sophie Quinn-Judge (2002, p. 196) thì ngày 25 tháng 9, năm 1932 ông bị bắt cùng với Lê Hồng Sơn ở Trung Quốc, cả hai bị dẫn độ về Việt Nam. Ông được thả khi bị thực dân Pháp kết án 20 năm và bị đày ra Côn Đảo và được thả khi Cách mạng Tháng Tám thành công.
Sau cách mạng tháng 8, Trần Ngọc Danh tham gia ủng hộ chính phủ lâm thời Việt Nam Dân chủ Cộng hòa. Ngày 6-1-1946, ông trúng cử Đại biểu Quốc hội khóa I đoàn Cần Thơ.
Tháng 4 năm 1946, ông trong phái đoàn các đại biểu quốc hội dẫn đầu bởi Phạm Văn Đồng sang thăm hữu nghị Pháp  và chuẩn bị cho Hội nghị Fontainebleau. Sau hội nghị, Hồ Chí Minh cử một Phái đoàn đại diện Chính phủ Việt Nam Dân chủ Cộng hòa ở lại Paris gồm các ông Hoàng Minh Giám, Dương Bạch Mai và Trần Ngọc Danh. Có thể coi đây là Cơ quan đại diện ngoại giao đầu tiên của Việt Nam Dân chủ Cộng hòa ở ngoài nước do Hồ Chí Minh trực tiếp chỉ định.
Ông là trưởng phái đoàn đại diện Chính phủ nước Việt Nam Dân chủ Cộng hòa tại Pháp giai đoạn 1946 đến 1949.
Ngày 21 tháng 1 năm 1948, ông bị chính phủ Pháp bắt vì tội "chống lại sự toàn vẹn của lãnh thổ Pháp" rồi được thả ra một tháng sau đó, sau đó bắt trở lại cho đến tháng 1 năm 1949.
Tháng 8 năm 1949, ông cùng với vợ là Thái Thị Liên từ Paris chuyển sang Praha và lập phái bộ ngoại giao mới ở đây. Tại đây thì vợ ông tham gia học Nhạc viện Praha và sinh con gái đầu lòng (Trần Bạch Thu Hà, sinh năm 1949).
Từ tháng 12 năm 1949 đến tháng 1 năm 1950, ông gửi các lá thư cho Trung ương Đảng Cộng sản Liên Xô phê phán đường lối dân tộc chủ nghĩa của Hồ Chí Minh. Trong thư có đoạn:
“Sau phê bình của Ban Thông Tin Cộng Sản, hiện nay tôi hoàn toàn không đồng ý với đường lối quốc gia và cơ hội mà đảng tôi đang theo đuổi từ khi nó chính thức bị giải tán. Việc giải thể này, đi ngược lại những nguyện vọng đã được đề cập vài lần từ các đồng chí của chúng tôi, đã không thể được thực hiện mà không có sự can thiệp tích cực của đồng chí Hồ Chí Minh, hiện là Chủ Tịch nước Việt Nam Dân Chủ Cộng Hoà. Uy tín của đồng chí Hồ đối với nhân dân Việt Nam thì chắc chắn là rất lớn; họ xem ông như là biểu tượng của cuộc đấu tranh chống đế quốc và là người khởi xướng chính cho những thành quả dân chủ của chúng tôi. Sự tin tưởng này được củng cố bởi việc những người cộng sản Việt Nam vẫn xem ông là cựu đại diện của Ban Chấp Hành Trung Ương
Quốc tế Cộng Sản; hoặc nói theo kiểu của người Việt, ʺÔng là người của Quốc Tếʺ. Và chính sách thoái hoá hiện nay đã bắt nguồn từ học thuyết của ông, bắt nguồn từ Hội Nghị Tours năm 1929.”
Theo Olga Dror và Jean Sainteny thì Trần Ngọc Danh được ghi là tác giả cuốn Tiểu sử Hồ Chủ tịch tại Paris (có ghi tên ông ở bìa) năm 1949 với nhiều nội dung tương đồng như cuốn "Những mẩu chuyện về đời hoạt động của Hồ Chủ tịch" của Trần Dân Tiên.  Tuy nhiên, Dror cũng đưa ra một số lý do Trần Ngọc Danh có thể không phải là tác giả — việc ghi tên ông là tác giả có thể chỉ là mượn uy tín của ông trong cộng đồng Việt kiều ở Pháp; theo Selivanov (2014, tr. 245) Trần Ngọc Danh từng trích một số đoạn có trong quyển này để làm bằng chứng rằng Hồ Chí Minh đã thần thánh hóa chính mình.

## Về nước và qua đời
Theo hồi ký của Hoàng Văn Hoan, thì ông Hoan đã đến Praha để gặp Trần Ngọc Danh và phê bình ông hành động vô tổ chức. Ông Hoan cho biết ông Danh đang chữa bệnh ở Slovakia có về Prague gặp ông này rồi quay lại chữa bệnh tiếp và lúc rời Tiệp về Bắc Kinh cùng với Lê Hy (trong nhóm của ông Danh ở Prague), thì ông Danh thì vẫn ở Tiệp tiếp tục chữa bệnh một thời gian rồi sẽ về nước sau.
Theo M.A. Silin (lúc này là đại sứ Liên Xô tại Tiệp Khắc) thì máy bay chở Trần Ngọc Danh cất cánh ngày 14 tháng 6 năm 1950 từ Praha đi Moskva. Thông tin từ các nguồn nước ngoài về Trần Ngọc Danh sau năm 1950 không thống nhất về thời gian.
Theo gia đình ông, năm 1951 ông đã cùng vợ và con gái 2 tuổi theo đường bộ trở lại chiến khu Việt Bắc.
Một số nguồn nước ngoài cho rằng ông bị khai trừ ra khỏi đảng và mất không lâu sau đó. Theo Lê Hy (về Việt Bắc năm 1950), thì ông này và ông Danh đã bị khai trừ khỏi Đảng vì lý do “đào nhiệm, phê bình vô nguyên tắc đối với Trung ương”, do cuộc họp có Trường Chinh chủ trì, Hoàng Quốc Việt báo cáo viên, Lê Văn Lương, Trần Quang Huy, Lê Khắc, Dương Bạch Mai và Nguyễn Văn Minh làm uỷ viên.
Theo lời vợ con ông thì mặc dù Giáo sư Tôn Thất Tùng điều trị tích cực, ông mất vì bệnh lao khi vợ ông sắp sinh người con thứ hai (Trần Thanh Bình, sinh năm 1952).
Phần mộ Trần Ngọc Danh hiện tại được đặt trên đồi Quần Hội, ở quê là xã Tùng Ảnh, Hà Tĩnh, trong khu mộ có cha mẹ và anh trai Trần Phú.

## Gia đình
Vợ Trần Ngọc Danh là nghệ sĩ piano Thái Thị Liên. Hai người có với nhau hai người con Trần Bạch Thu Hà và Trần Thanh Bình. Trần Bạch Thu Hà sau cũng trở thành một nghệ sĩ và giảng viên piano, cựu giám đốc Nhạc viện Hà Nội. Trần Thanh Bình là cựu viện trưởng Viện Nghiên cứu thiết kế trường học của Bộ Giáo dục và Đào tạo.